# Dansk lantanka
Dansk lantanka är en lantras av anka från Danmark. Den är en liten anka, med en vikt på 2-2,5 kilogram. Fjäderdräkten är vit. Den lägger grönaktiga ägg, som väger minst 50 gram.